# Pagasa
Pagasa is een geslacht van wantsen uit de familie van de Nabidae (Sikkelwantsen). Het geslacht werd voor het eerst wetenschappelijk beschreven door Carl Stål in 1862.

## Soorten
Het genus bevat de volgende soorten:

- Pagasa aenescens Stål, 1873
- Pagasa amazonica Poppius, 1914
- Pagasa bimaculata Harris, 1930
- Pagasa brailovskyi Kerzhner, 2008
- Pagasa brunneipes Kerzhner, 2008
- Pagasa cobbeni Kerzhner, 2007
- Pagasa confusa Kerzhner, 1990
- Pagasa costalis Reuter, 1909
- Pagasa doesburgi Kerzhner, 2008
- Pagasa fasciventris Harris, 1940
- Pagasa flavipennis Kerzhner, 2008
- Pagasa fusca (Stein, 1857)
- Pagasa fuscipennis Reuter, 1909
- Pagasa henryi Kerzhner, 2008
- Pagasa insperata Hussey, 1953
- Pagasa kmenti Baena, 2011
- Pagasa lattini Kerzhner & Henry, 2008
- Pagasa luctosa Van Duzee, 1931
- Pagasa luteiceps (Walker, 1873)
- Pagasa margaritae Kerzhner, 2008
- Pagasa pallidiceps (Stål, 1860)
- Pagasa pallipes Stål, 1873
- Pagasa planipes Harris, 1939
- Pagasa prostemmatoides Kerzhner, 2008
- Pagasa ruficeps (Walker, 1873)
- Pagasa signatipennis Reuter, 1909
- Pagasa similis Poppius, 1914